# 메수트 이을마즈
메수트 이을마즈 (Mesut Yılmaz, 1947년 11월 6일~2020년 10월 30일)는 튀르키예의 정치인이자, 모국당(튀르키예어: Anavatan Partisi, ANAP)의 전 지도자로, 1990년대에 터키의 총리를 세 차례 지냈다.
이스탄불 출신으로, 1971년 앙카라 대학교 정치학부, 금융경제학부를 졸업하고, 1972년~1974년 독일의 쾰른 대학교에서 유학 생활을 했으며, 귀국 후 1975년~1983년 민간 기업에서 일하였다. 1983년 5월 조국당 설립에 참여해 부당수가 되었으며, 같은 해 11월 총선거에서 리제 (Rize) 선거구에 입후보하여 국회의원에 당선되었다.
투르구트 외잘 행정부에서는 1983년 문화관광부 장관, 1987년 터키 외무장관을 지냈으며, 1989년 아크불루트 이을드름 (Akbulut Yıldırım) 행정부에서도 계속해서 외무장관을 지냈다.
1991년 조국당 당대회에서 당수로 선출되어 같은 해 총리가 되었으나, 같은 해 치러진 총선거의 패배로 반년 만에 총리에서 물러났다. 1995년 총선거 이후, 이슬람계 정당인 복지당 (Refah Partisi)의 정권 획득을 막기 위해, 정도당 (Doğru Yol Partisi) 과 연립을 형성하여 다시 총리가 되었으나, 불과 3개월 만에 총리에서 물러났다. 후에 성립한 복지당의 네즈메틴 에르바칸 행정부가 군부의 압력으로 1997년 물러나면서, 세 번째로 총리직을 수행하게 되었다.
이을마즈 행정부는 1998년 부정 사건으로 총사직하였고, 후임 뷜렌트 에제비트 행정부 아래에서 1999년 총선거가 치러졌다. 총선거 후 세 당의 에제비트 연립 정권이 출범하였고, 이을마즈는 행정부에 부총리로 들어갔다.
2002년 총선에서는 공정발전당 (AKP)의 약진으로 조국당이 의석을 획득하는 데 실패해 당수에서 사임하였고, 2005년 총리 재임시의 부정 용의로 소추되었으나, 다음 해 터키 최고재판소에서 무죄로 판결되었다. 2006년 정계 복귀를 선언했으며, 2007년 총선거에서 무소속으로 리제 선거구에 출마해 국회의원에 당선되면서, 정계에 복귀하였다.